# Afonso Cláudio
Afonso Cláudio là một đô thị thuộc bang Espírito Santo, Brasil. Đô thị này có diện tích 954,656 km², dân số năm 2007 là 30232 người, mật độ 31,67 người/km².